# Quelimane
Quelimane er en havneby i Mozambique, og er hovedbyen i provinsen Zambezia. 
Byen havde i 1997 153.187 indbyggere og ligger ca. 25 km fra udløbet af floden Rio dos Bons Sinais (Floden med gode tegn). Denne flod fik sit navn fra Vasco da Gama på hans vej til Indien, da han kom til floden og tog dette som et tegn på, at han var på rette vej. 
Quelimane var også det længste Dr. David Livingstone nåede på sin vej gennem Afrika. 
Byen opstod som et handelscentrum for Swahili-folket. Den er fortsat en vigtig by med et større sygehus, to katedraler og en stor moske. 
17°52′35″S 36°53′14″Ø / 17.8764°S 36.8872°Ø